# Grimsjötjärnen
Grimsjötjärnen är en sjö i Härjedalens kommun i Härjedalen och ingår i Ljusnans huvudavrinningsområde. Sjön har en area på 0,0674 kvadratkilometer och ligger 489 meter över havet. Sjön avvattnas av vattendraget Grimsjöbäcken.

## Delavrinningsområde
Grimsjötjärnen ingår i det delavrinningsområde (687354-140638) som SMHI kallar för Ovan 687408-140690. Medelhöjden är 502 meter över havet och ytan är 0,72 kvadratkilometer. Det finns ett avrinningsområde uppströms, och räknas det in blir den ackumulerade arean 7,12 kvadratkilometer. Grimsjöbäcken som avvattnar avrinningsområdet har biflödesordning 4, vilket innebär att vattnet flödar genom totalt 4 vattendrag innan det når havet efter 272 kilometer. Avrinningsområdet består mestadels av skog (90 procent). Avrinningsområdet har 0,07 kvadratkilometer vattenytor vilket ger det en sjöprocent på 9,4 procent.